# Vorderer Westen
Vorderer Westen, Kassel-Vorderer Westen (do 9 maja 2010 West) – okręg administracyjny Kassel, w Niemczech, w kraju związkowym Hesja. W grudniu 2015 roku okręg liczył 16 015 mieszkańców.